# Wincenty Jasiewicz
Wincenty Adam Jasiewicz (ur. 24 grudnia 1891 w Łomży, zm. 27 listopada 1941 w Bukareszcie) – pułkownik kawalerii Wojska Polskiego, działacz społeczny, kawaler Orderu Virtuti Militari.

## Życiorys
Syn Stanisława i Jadwigi z domu Dunin-Brzezińska. Był uczniem korpusu kadetów w Pskowie i w Połocku. W 1912 jako podporucznik kawalerii ukończył Wojskową Szkołę Kawalerii w Jelizawetgradzie. W 1917 po rewolucji lutowej, wstąpił do I Korpusu Polskiego generała porucznika Józefa Dowbor-Muśnickiego, w którym objął dowództwo 1 szwadronu 2 pułku ułanów. Szwadronem dowodził do 30 czerwca 1918 kiedy to rozwiązana została Dywizja Ułanów.
Od 12 listopada 1918 ponownie znalazł się w szeregach 2 pułku ułanów. W Łodzi zorganizował 1 szwadron pułku. 17 grudnia 1918, w stopniu rotmistrza, został oficjalnie przyjęty do Wojska Polskiego. 15 stycznia 1919 roku na czele 1 szwadronu wyjechał do Ostrowi Mazowieckiej, gdzie podporządkowany został dowódcy Dywizji Litewsko-Białoruskiej. Następnie jego szwadron przetransportowany został do Chełma i wcielony do Grupy generała Majewskiego, a później Grupy generała Śmigłego-Rydza. 24 lutego 1919 wyróżniony został w rozkazie szefa Sztabu Generalnego WP za walki w okolicy Perespy. W maju 1919 wycofany wraz ze swoim szwadronem z frontu do Zamościa. 4 maja 1919 wymieniony został w rozkazie pochwalnym podpisanym przez dowódcę Grupy, generała porucznika Teofila Babiańskiego. Pod koniec czerwca 1919 pierwszy szwadron przeszedł do Żółkwi i Brodów, gdzie dołączył do macierzystego pułku. 16 lipca 1919 został zatwierdzony z dniem 28 czerwca 1919 na stanowisku dowódcy szwadronu zapasowego 2 pułku ułanów. Od lipca 1919 walczył z 2 pułkiem ułanów w składzie III Brygady Jazdy generała Jana Sawickiego. 5 czerwca 1920 w czasie walk z oddziałami 1 Armii Konnej pod wsią Ozierna, przejął od pułkownika Adolfa Waraksiewicza dowództwo 2 p.uł. Od 1 sierpnia 1920 na czele pułku walczył w składzie VIII Brygady Jazdy. 13 sierpnia 1920 pod wsią Milewo dowodzona przez niego jednostka rozbiła sowiecki 29 pułk strzelców. Swój udział wojnie z bolszewikami zakończył w październiku 1920 zagonem na Korosteń.
Po zakończeniu działań wojennych pozostał na stanowisku dowódcy 2 pułku Ułanów Grochowskich, którego pokojowym garnizonem były Suwałki. W marcu 1930 mianowany został dowódcą 10 Brygady Kawalerii, której dowództwo mieściło się w garnizonie Rzeszów. Obowiązki dowódcy pułku przekazał pułkownikowi dyplomowanemu Józefowi Smoleńskiemu. Na terenie Rzeszowa pracował także w różnych organizacjach społecznych, m.in. był wiceprezesem Ligi Morskiej i Kolonialnej oraz Polskiego Białego Krzyża. W 1937 roku, gdy podjęte zostały decyzje o przekształceniu 10 Brygady Kawalerii w jednostkę pancerno-motorową, przeniesiony został na stanowisko zastępcy dowódcy Nowogródzkiej Brygady Kawalerii w Baranowiczach. Na początku sierpnia 1939 skierowany został na leczenie w Rumunii. Z powodu choroby nie wziął udziału w kampanii wrześniowej. 27 listopada 1941 zmarł w Bukareszcie. Został pochowany na tamtejszym cmentarzu katolickim.

## Życie prywatne

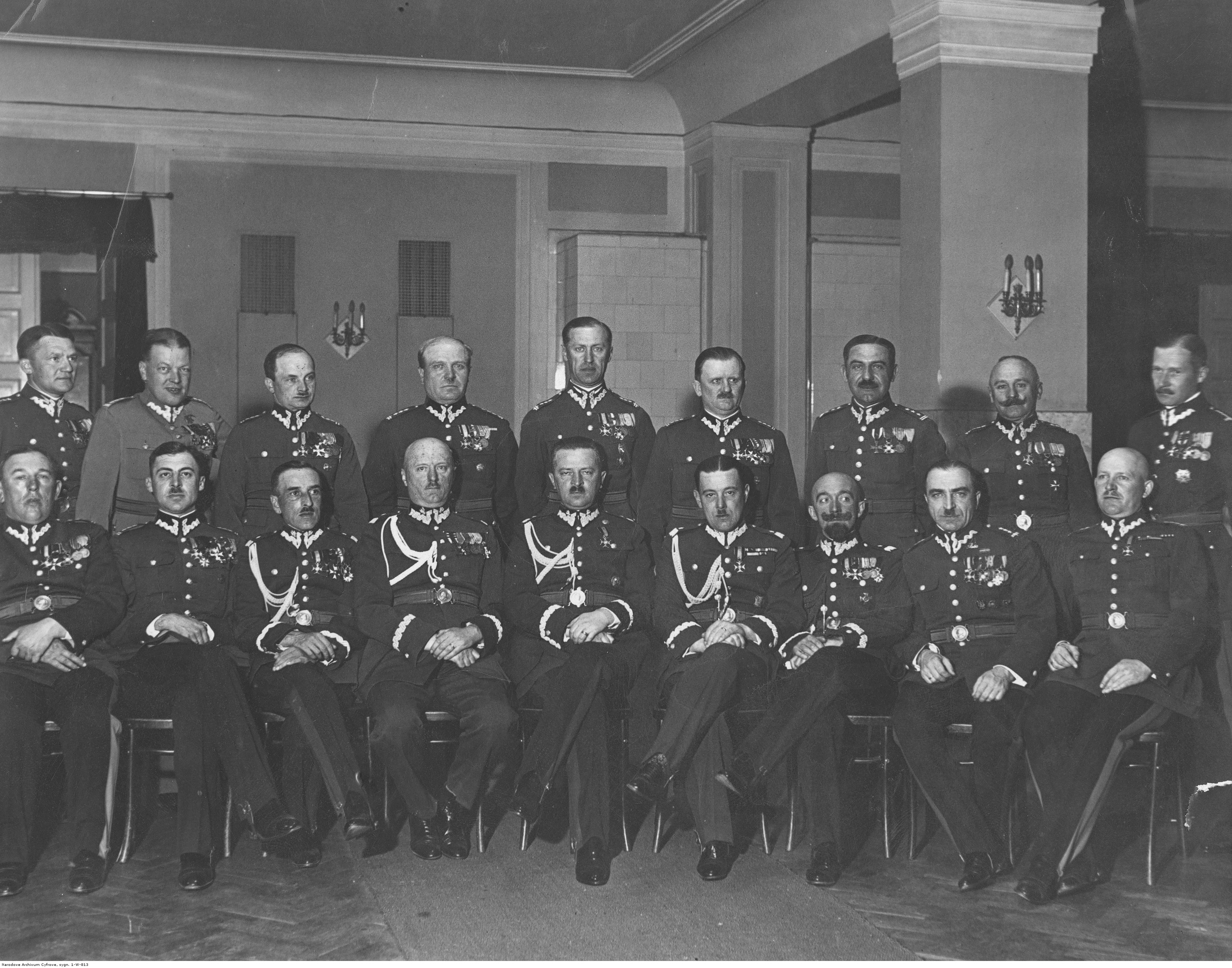
Uczestnicy V kursu w Centrum Wyższych Studiów Wojskowych - płk Wincenty Jasiewicz stoi 5. z lewej

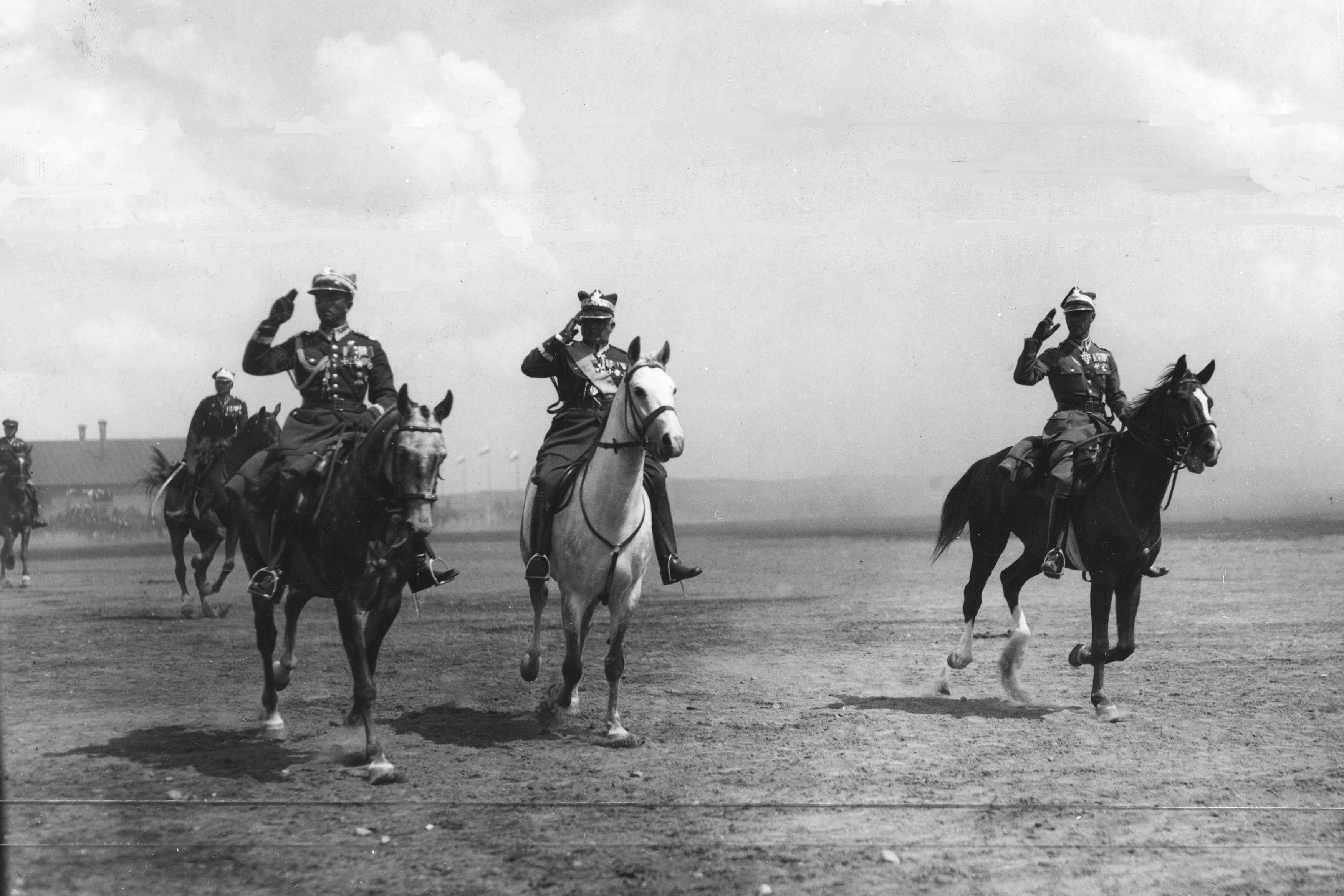
15-lecie 2 puł - defilada z byłymi dowódcami na czele. Od lewej: gen. Stanisław Grzmot-Skotnicki, gen. Stefan Suszyński, płk Wincenty Jasiewicz

Jego rodzicami byli Stanisław herbu Rawicz (1850–1917) i Jadwiga Dunin-Brzezińska herbu Łabędź (1870–1956). Miał ośmioro rodzeństwa: Aleksander Jakub (1890–1951), Edward (1894–1920), Eugeniusz (1895–1992), Julia (1896–1978), Jerzy (1900–1979), Kazimiera (1904–1974), Stefania (1907–1939), Konstanty (1910–1922). Najstarszy z rodzeństwa Aleksander Jakub ożenił się ze Stefanią Szydłowską (primo voto Fyuth), z którą miał dwie córki Jadwigę i Irenę, żonę Stanisława „Miedza” Tomaszewskiego. Jadwiga w 1948 roku poślubiła Rajmunda Kaczyńskiego.
W 1921 zawarł związek małżeński z Kornelią Zoe Skupiewską (1902–1965), córką Lucjana Skupiewskiego, burmistrza Bukaresztu z 1923. Miał z nią synów: Lucjana (1922–2005), historyka i ekonomistę, zamieszkałego w Kanadzie; Stanisława (1925–1992), technologa, zamieszkałego w Kanadzie; Marię Adama (ur. 1930–2020), ekonomistę, zamieszkałego w Warszawie – który w 1940, dzięki interwencji dyplomatów rumuńskich, przedostał się z okupowanej przez Sowietów wschodniej Polski do Rumunii, do swojego dziadka.

## Awanse
- podporucznik
- porucznik
- podrotmistrz – grudzień 1917
- rotmistrz
- major
- podpułkownik – zweryfikowany 3 maja 1922 roku ze starszeństwem z dniem 1 czerwca 1919 roku i 74. lokatą w korpusie oficerów jazdy[9]
- pułkownik – 16 marca 1927 roku ze starszeństwem z dniem 1 stycznia 1927 roku i 7. lokatą w korpusie oficerów kawalerii

## Ordery i odznaczenia
- Krzyż Srebrny Orderu Wojskowego Virtuti Militari nr 715 (30 czerwca 1921)[10][11][2]
- Krzyż Oficerski Orderu Odrodzenia Polski
- Krzyż Walecznych (trzykrotnie)[11][6]
- Złoty Krzyż Zasługi (17 marca 1930)[12][11][6]
- Medal Niepodległości (9 listopada 1933)[13][11][6]
- Medal Pamiątkowy za Wojnę 1918–1921[6]
- Medal Dziesięciolecia Odzyskanej Niepodległości[6]

- Krzyż Komandorski Orderu Korony Rumunii (Rumunia)[6]
- Medal Zwycięstwa („Médaille Interalliée”) – 1925[14][6]